# Hydrobates pelagicus

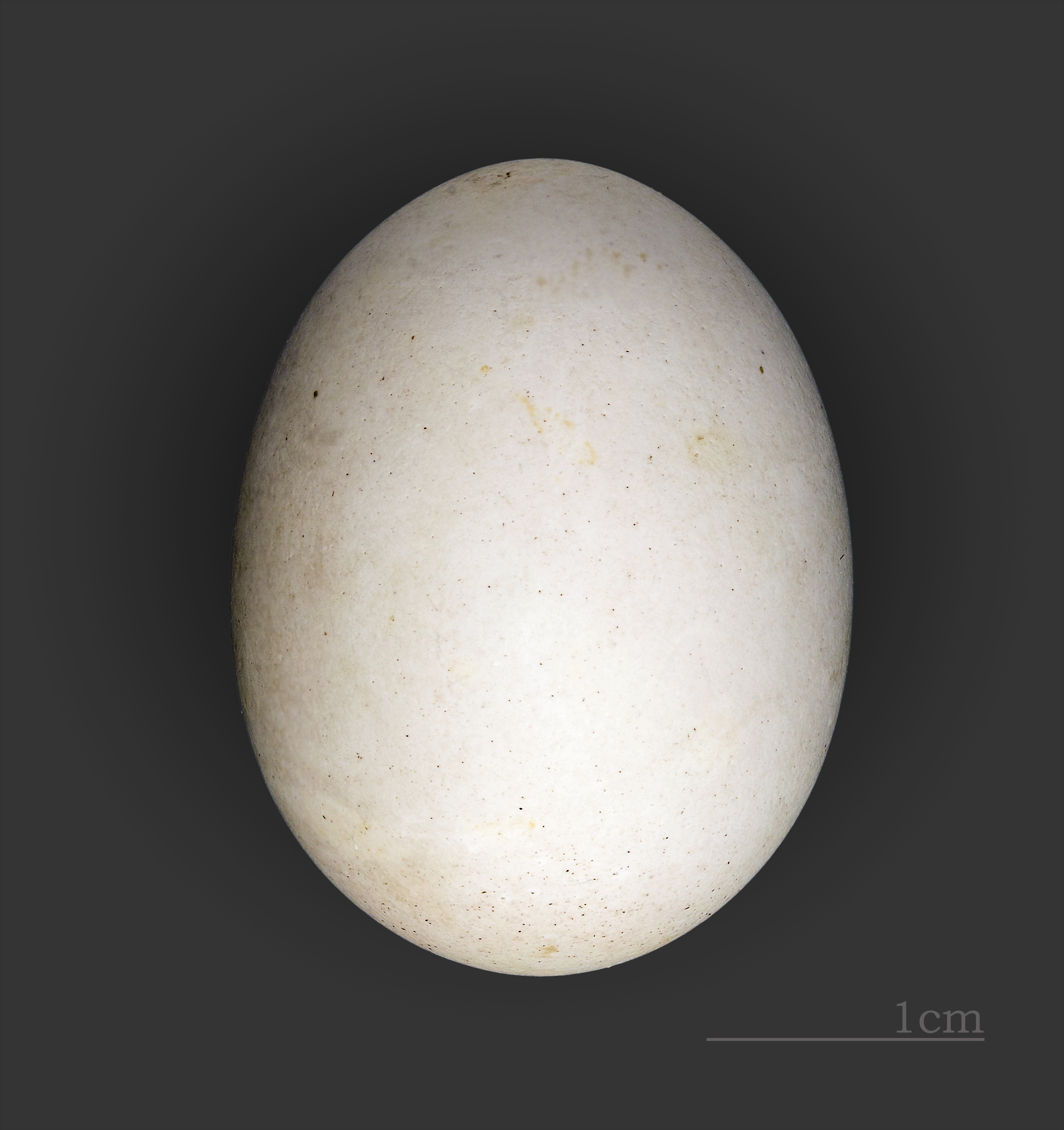
Hydrobates pelagicus

Hydrobates pelagicus là một loài chim trong họ Hydrobatidae.
Nó là thành viên duy nhất của chi Hydrobates. Loài chim nhỏ, đuôi vuông này có màu đen hoàn toàn ngoại trừ cái mông rộng, màu trắng và một dải màu trắng ở dưới cánh, và nó có cách vỗ cánh lúc bay giống như con dơi. Phần lớn dân số sinh sống trên các hòn đảo ngoài khơi châu Âu, với số lượng lớn nhất ở quần đảo Faroe, Vương quốc Anh, Ireland và Iceland. Quần thể Địa Trung Hải là một phân loài riêng biệt, nhưng không thể tách rời trên biển với họ hàng Đại Tây Dương của chúng; các thành trì của nó là đảo Filfla (Malta), đảo Sicily và quần đảo Balearic.
Loài chim này làm tổ trong các khe và hang, đôi khi chung với các loài chim biển hoặc thỏ khác, và đẻ một quả trứng màu trắng, thường là trên đất trống. Những con trưởng thành chia sẻ thời gian ấp trứng lâu dài và cả hai đều nuôi chim non, chim non thường không được ấp sau tuần đầu tiên. Loài chim này di cư mạnh mẽ, trải qua mùa đông Bắc bán cầu chủ yếu ở ngoài khơi các bờ biển Nam Phi và Namibia, với một số cá thể chim dừng lại ở các vùng biển tiếp giáp Tây Phi, và một số ít còn lại gần các đảo sinh sản Địa Trung Hải của chúng. Loài chim này hoàn toàn sống ở đại dương ngoài mùa sinh sản. Chúng ăn các loại cá nhỏ, mực và động vật phù du, trong khi chạy trên mặt biển và có thể tìm thấy các món ăn có dầu bằng mùi. Thức ăn được chuyển hóa trong dạ dày của chim thành chất lỏng màu cam dầu, chất lỏng này sẽ trào ra khi chim bố mẹ cho chim con ăn.